# Aeroportul Tarauacá
Aeroportul Tarauacá (IATA: TRQ, ICAO: SBTK) este un aeroport din Acre, Brazilia ce deservește zona Tarauacá. Aeroportul a fost tranzitat în 2004 de 4.173 de pasageri. A fost numit după zona deservită.
Situat la o altitudine de 197 m, aeroportul dispune de 1 pistă.

## Infrastructură

### Piste
Aeroportul dispune de o singură pistă. Pista 14/32 are suprafața de asfalt și dimensiunile 1.130 m × 14 m. 